# نقطة الالتقاء (فلم)
نقطة الالتقاء هو فيلم وثائقي للمخرجة جوليا باشا ورونيت أفني. شارك في التمثيل الفنان علي أبو عوّاد من انتاج عام 2004. يصور حياة الفلسطينين الأصلانيين تحت الاحتلال الإسرائيلي والمواجهات المباشرة بين هذه العائلات الأصلانية والإسرائيلية المعتدية، من إخراج رونيت أفني وجوليا باشا، وعائد لمنظمة جست فيجن الغير ربحية. إذ يبدأ الفيلم بتوثيق اعتداءات الاحتلال الإسرائيلي المستمرة في مقابل المقاومة الفلسطينية للأصلانيين مدة 16 شهر وأجرى الفريق 475 مقابلة أوليّة وعامين من البحث والتنقل بين مدينة طولكرم وحيفا والخليل وتلموند في فلسطين المحتلة، ومحاولة بعض الأفراد الفلسطينين وبعض من عائلات وذوي قتلى الاحتلال الإسرائيلي بإنهاء حالة المقاومة الفلسطينية تجاه الاحتلال الإسرائيلي وتطبيع العلاقات مع المحتل الإسرائيلي.

## أحداث الفيلم
يبدأ الفيلم بالأم الصهيونية روبي داملين التي قتل ابنها الجندي دايفيد أثناء مناوبته على الحاجز الاحتلالي الإسرائيلي العسكري لحماية المستعمرات الاستيطانية اللاشرعية بواسطة قنّاص، وبعد معرفتها بمقتل ابنها انضمت إلى منتدى العائلات الثكلى حيث تلتقي بعائلات فلسطينية فقدوا أبنائهم نتيجة الاحتلال الإسرائيلي وعائلات إسرائيلية فقدوا أبنائهم أثناء ممارسة سياساتهم الاستعمارية، حيثما تلتقي بعائلات من مرجعيات مختلفة، وتدعو روبي إلى السلام.
وتتبع فريق الإنتاج موقف علي أبو عواد من اللاعنف بعد إصابته برصاص مستعمر إسرائيلي في الجزء السفلي من جسده، وانتقل علي لتلقي العلاج الطبي في المملكة العربية السعودية، واستشهد يوسف شقيق علي برصاص مستعمر إسرائيلي، وبعد نبأ وفاة أخيه، تعاون علي مع منتدى العائلات الثكلى للعمل مع الإسرائيليين والفلسطينيين الذين قاموا معًا بحملة من أجل اللاعنف.
ونشأ المستعمر شلومو زاغمان في المستوطنات اللاشرعية مع مجموعة من المستعمرين من نفس بلده الأم ويتفقون على تهجير الفلسطينيين الأصلانيين إلى الدول العربية المجاورة، ويعد والدا شلومو أعضاء مؤسسين لمجموعة الصهيونية الدينية الواقعية. ثم يوضح الفيلم نقطة التحول لدى شلومو وزوجته حيث يحاول شلومو تشجيع سكان مسقط رأسه والمستوطنات الأخرى علىا الانسحاب من هذه الأراضي المحتلة وإقناعها بأن استمرار هذه المستوطنات سيضر بإسرائيل.

## الجوائز والتقديرات
شارك في مهرجان القدس السينمائي ومهرجان دبي السينمائي ومهرجان تريبيكا السينمائي، وعرض في مهرجان بوسطن السينمائي المستقل بتاريخ 29 نيسان ومهرجان هاريسبرغ السينمائي في بنسلفانيا بتاريخ 9 أيار. وحصل على العديد من الجوائز منها:
- جائزة الجمهور لأفضل فيلم وثائقي عام 2006 في مهرجان سان فرانسيسكو السينمائي الدولي.

- جائزة أفضل درجة موسيقية عام 2006 في مهرجان بند السينمائي.

- جائزة الجمهور لأفضل فيلم سينمائي عام 2006 في مهرجان رينكونتريس السينمائي.

- جائزة روح الحرية في مهرجان جزر البهاما السينمائي الدولي في عام 2006.

- جائزة دوكيوبوليس لأول أفضل فيلم وثائقي.

- جائزة لجنة التحكيم الكبرى لأفضل فيلم وثائقي في مهرجان ساو باولو للأفلام اليهودية.